# Szlakiem Zamków
Szlakiem Zamków – trasa rowerowo-spacerowa w gminie Bolków.
Trasa powstała przy udziale funduszu PHARE zrealizowanym przy pomocy Euroregionu Nysa. Kwota dofinansowania projektu wyniosła 11 tys. euro. Projekt zakończył się 15 lipca 2004 r.
W trakcie trwania projektu w dniach 4-6 maja odbywały się warsztaty polsko-niemieckie w których wzięła udział młodzież z ZSA w Bolkowie i niemieckiego miasta Mużaków. W ramach warsztatów uczestnicy wspólnie oznakowali trasę spacerową na Górze Ryszarda oraz fragment czerwonego szlaku z Bolkowa do Wolbromka. Warsztaty zakończyły się festynem rowerowym na rynku.
Celem projektu było stworzenia trasy, która umożliwia w doskonały sposób poznanie walorów przyrodniczych i historycznych Gminy Bolków.

## Trasa rowerowa
Szlak rowerowy liczy 57 km. Znajduje się przy nim 5 miejsc odpoczynkowych z tablicami informacyjnymi zawierającymi mapy (Lipa, Jastrowiec, Wolbromek, Mysłów, Wzgórze Ryszarda). W urzędzie miejskim dostępne są ponadto mapy przebiegu szlaków. Inne tablice informujące o trasie, zabytkach, bazie gastronomiczno-hotelowej znajdują się w okolicach zamku, przystanku PKS, Domu Kultury i w rynku.
- czerwony – Bolków - Wolbromek - Kłaczyna - Świny - Gorzanowice - Jastrowiec - Lipa - Muchówek - Lipa - Radzimowice - Mysłów - Płonina - Pastewnik Górny - Wierzchosławice - Bolków
- niebieski - Bolków - Świny - Wolbromek - Sady Dolne - Sady Górne - Nagórnik - Półwsie - Wierzchosławice - Bolków
- zielony - Bolków - Pastewnik Górny - Pastewnik Dolny - Domanów - Nagórnik - Półwsie - Wierzchosławice - Bolków
- żółty - Bolków - Wierzchosławice - Stare Rochowice - Płonina - Pastewnik Górny - Wierzchosławice - Bolków

## Ścieżka spacerowa
Ścieżka spacerowa ma długość 2 km. Na jej trasie przygotowano 10 punktów wypoczynkowych wyposażonych w ławki i stoły i przystosowanych do rozpalenia ogniska. 